# Sergej Petrovič Botkin
Sergej Petrovič Botkin (in russo Серге́й Петро́вич Бо́ткин?; Mosca, 17 settembre 1832 – Mentone, 24 dicembre 1889) è stato un medico russo.
Medico e terapeuta illustre, fu uno dei fondatori della moderna scienza medica russa, egli introdusse, nelle pratiche mediche ospedaliere, il metodo del triage per i pazienti in arrivo al pronto soccorso, l'anatomia patologica e l'autopsia.
Nel 1861 ottenne la cattedra di Clinica terapeutica presso l'Accademia Medico-Chirurgica di San Pietroburgo, dove fondò il primo laboratorio medico sperimentale e analitico in Russia. Di lui si ricordano gli studi di epatologia (ittero cosiddetto catarrale, ittero emorragico) e di cardiologia (vizi cardiaci).
Nel 1873 venne eletto Presidente della Società dei Medici russi a San Pietroburgo. Fu il medico personale degli zar Alessandro II di Russia e Alessandro III di Russia. È sepolto nel cimitero Novodevičij a San Pietroburgo. Suo figlio, Eugene Botkin, fu anch'egli medico personale di Nicola II e venne ucciso assieme alla famiglia reale nel 1918.